# Dokležovje
Dokležovje je vas v Občini Beltinci.